# Cagiva Roadster
Le Cagiva Roadster sono delle motociclette Cagiva di tipologia custom, prodotte nella cilindrate di 125 cm³ con motori a due tempi e 200 cm³ con motori a quattro tempi. Derivate dalla Cagiva Blues, furono prodotte in collaborazione con la casa motociclistica ceca ČZ.

## 125
Prodotta dal 1994 al 2001, il nome completo è Roadster 521 (521 e la cilindrata scritta al contrario).
Questa moto ha una linea semplice e pulita, con sovrastrutture derivate dalla Blues 125. Faro, specchietti retrovisori e frecce rotondi, la sella è a due pezzi, con la parte del pilota molto scavata, il portapacchi posteriore è in tubi metallici cromato, l'impianto frenante anteriore è a dischi pieni, ha il terminale di scarico doppio, uno per lato. Montava un basamento della serie Mito/N90 ma con raffreddamento ad aria anziché ad acqua, per contenere il prezzo finale. Nella stessa ottica rientrava la produzione in Repubblica Ceca, e l'adozione di molte componenti derivate dalle CZ 175 (disco anteriore non forato, tamburo posteriore, ecc).

## 200
Prodotta dal 1996 al 1997, si differenzia dalla 521 per il motore, un 200 cm3 a 4 tempi. È stata prodotta per un periodo molto breve a causa della fine della collaborazione con la Casa ceca e della successiva chiusura della sua divisione moto.